# Howard Phillips
Pour les articles homonymes, voir Phillips.
Howard Phillips (né le 6 février 1941 à Boston et mort le 20 avril 2013 à Vienna (Virginie)) est un homme politique américain. Il est un des fondateurs du U.S. Taxpayers Party, qui changea son nom en Parti de la Constitution en 1999, de tendance conservatrice. Il en est le candidat au poste de président des États-Unis lors de la présidentielle de 1992 (en tandem avec Albion Knight, Jr.) et en 1996 (en tandem avec Herb Titus), sous l'ancien nom du parti US Taxpayers Party. Il se présente également en 2000 (en tandem avec Curtis Frazier).

## Biographie
Phillips naît dans une famille juive à Boston en 1941, et se convertit au christianisme évangélique à l'âge adulte dans les années 1970, avant d'être associé au reconstructionnisme chrétien.
Diplômé de Harvard College à Cambridge (Massachusetts) en 1962, où il a été élu à deux reprises président du conseil étudiant, Phillips set un temps président de Policy Analysis, Inc., un organisme de recherche en politiques publiques qui publie le bimensuel Issues and Strategy Bulletin.
Phillips résidait à Vienna, dans le comté de Fairfax, en Virginie, dans la banlieue de Washington, avec son épouse, Margaret « Peggy » Blanchard. Il y décède à son domicile, le 20 avril 2013 à l'âge de 72 ans, après une bataille contre la démence frontotemporale et la maladie d'Alzheimer. Un service privé a eu lieu le 29 avril 2013 sous les ordres de Chuck Baldwin, le candidat à la présidence des États-Unis pour le Parti de la Constitution en 2008.